# Parevania meridionalis
Parevania meridionalis är en stekelart som först beskrevs av Cameron 1906.  Parevania meridionalis ingår i släktet Parevania och familjen hungersteklar. Inga underarter finns listade i Catalogue of Life.